# Попов, Александр Иванович (учёный)
Алекса́ндр Ива́нович Попо́в (17 мая 1899, Санкт-Петербург — 1 марта 1973, Ленинград) — советский историк, финноугровед, лингвист-топонимист. Доктор исторических наук (1947), кандидат физико-математических наук, профессор.

## Биография
В 1922 году окончил физико-математический факультет Петроградского университета, преподавал в школе, работал в ряде научных учреждений Москвы и Ленинграда.
В 1938 году ему была присвоена учёная степень кандидата физико-математических наук. Однако параллельно с занятиями математикой и физикой он интересовался историей и филологией и ещё в 1930 был избран членом Ленинградского общества исследователей культуры финно-угорских народностей и Общества древней письменности и искусства.
В 1945 году защитил диссертацию «Исследования по исторической географии и топонимике Восточной Европы», получив учёную степень кандидата исторических наук, а в 1947 году — докторскую диссертацию «Из истории финно-угорских народностей СССР».
В 1949 году возглавил кафедру в Восточном институте ЛГУ и был утвержден в должности профессора по специальности «финно-угорская филология».
В 1955 году был избран членом-корреспондентом Финно-угорского общества (Финляндия), а с 1956 до ухода на пенсию в 1969 был профессором философского факультета ЛГУ.

## Научная деятельность и труды
Попову принадлежит более 100 опубликованных работ, причем круг его интересов был очень широк: математика, логика, топонимика, этнонимика, лексикология и др.

### Книги
- Топонимика Новгородского Заволочья. Петрозаводск, 1948.
- Введение в математическую логику. — Л.: Изд-во Ленингр. ун-та, 1959. — 109 с.
- Географические названия: Введение в топонимику / Отв. ред. чл.-корр. АН СССР Ф. П. Филин; Академия наук СССР. Географическое общество СССР. — М.—Л.: Наука, 1965. — 184 с. — (Научно-популярная серия). — 25 000 экз.
- Из истории лексики языков Восточной Европы. — Л.: Изд-во Ленингр. ун-та, 1957. — 134 с.
- Названия народов СССР: Введение в этнонимику. — Л.: Наука. Ленингр. отд-ние, 1973. — 172 с. — 30 000 экз.
- Следы времен минувших: Из истории географических названий Ленинградской, Псковской и Новгородской областей / Отв. ред. чл.-корр. АН СССР Ф. П. Филин. — Л.: Наука. Ленингр. отд-ние, 1981. — 208 с. — (Страницы истории нашей Родины). — 100 000 экз.

### Статьи
- Арзамас Архивная копия от 17 мая 2017 на Wayback Machine // Русская речь. — 1968. — № 1. — С. 75—77.
- Арск, Торопец, Великие Луки Архивная копия от 19 февраля 2015 на Wayback Machine // Русская речь. — 1968. — № 4. — С. 45—47.
- Из истории славяно-финно-угорских лексических отношений // Acta Linguistica Academiae Scientiarum Hungaricae. — Budapest, 1955. — T. 5. fasc. 12. — S. 1—19.
- Из мордовской ономастики XVI—XVII вв. // Вопросы мордовского языкознания. — Саранск, 1972. — С. 130—136.
- К вопросу о мордовской топонимике // Советское финно-угроведение. — Саранск: Мордовское книжное издательство, 1948. — Т. 2. Филологические доклады. — С. 203—230.
- К этимологии названий некоторых металлов в финно-угорских языках // Советское финно-угроведение. — Таллин, 1970. — Т. VI. — С. 249—252.
- Материалы по топонимике Карелии // Советское финно-угроведение. — Петрозаводск, 1949. — С. 46—66.
- Несколько примеров взаимодействия финно-угорских и тюркских языков Поволжья // Советское финно-угроведение. — Таллин, 1965. — Т. I. — С. 95—97.
- Новгородская 1-я летопись и немецкая грамота 1331 г. // Труды Отдела древнерусской литературы. — М.-Л.: Академия наук СССР, 1958. — Т. XIV. — С. 217—218.
- О возможностях совершенствования приемов этимологического исследования // Этимология. 1967. — М.: Наука, 1969. — С. 119—128.
- О термине «беляк» // Вопросы мордовского языкознания. — Саранск, 1972. — С. 137—140.
- Основные задачи исследования финно-угорской и самодийской топонимики СССР // Вопросы финно-угорского языкознания: Грамматика и лексикология. — М.-Л., 1964. — T. 24 . — С. 395—400.
- П. М. Мелиоранский и изучение тюркизмов в русском языке // Тюркологический сборник. 1972. — М.: Наука, 1973. — С. 36—50.
- Славяне, Русь, Россия // Русская речь. — 1972. — № 2. — С. 105—107.
- Татары. Монголы // Русская речь. — 1973. — № 1. — С. 119—123.
- Топонимика Белозерского края // Советское финно-угроведение. — Л., 1948. — С. 164—174.
- Топонимическое изучение Восточной Европы // Учёные записки Ленинградского государственного университета: Вып. 2. Серия востоковедческих наук. — Л., 1948. — № 105. — С. 103—113.
- Финно-угорские языки и лексика русских говоров // Studia Slavica. — 1964. — T. 10. fasc. 34. — S. 445—449.
- Что такое пертасы? // Советское финно-угроведение. — Таллин, 1973. — Т. IX. — С. 257—259.
- До найдавнішої історії слов’янства // Археологія. — К.: Академія наук УРСР, 1954. — Т. IX. — С. 54—66.